# Nicolas Fréret
Nicolas Fréret (Parigi, 15 febbraio 1688 – 8 marzo 1749) è stato uno storico e linguista francese.

## Biografia

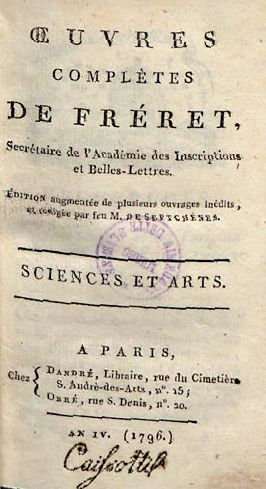
Sciences et arts, 1796

I suoi primi precettori furono Charles Rollin e padre Nicolas Desmolets. Suo padre era stato procuratore al Parlamento di Parigi e gli fece studiare diritto. A diciannove anni cominciò a studiare la religione greca antica e i culti pagani di Bacco, Cerere, Cibele e Apollo. A ventisei anni fu ammesso all'Académie des inscriptions. Nell'opera Sull'origine dei Franchi (Sur l'origine des Francs, 1714) sostenne che la popolazione francese derivasse da popolazioni germaniche, indignando René Aubert de Vertot che lo imprigionò alla Bastiglia per vilipendio alla monarchia. Nel frattempo, studiò Arcadio Huang e la lingua cinese, contribuendo a un dizionario, una grammatica e alla lista di 214 radici del dizionario di Kangxi.
Nelle sue memorie trattò di storia, cronologia, geografia, mitologia di tutti i popoli e religioni, distinguendo il mito dal fatto storico e considerando Isaac Newton troppo moderato. Paul Henri Thiry d'Holbach pubblicò sotto il suo nome diverse opere atee, in particolare Examen critique des apologistes de la religion chrétienne, ma non Lettre de Thrasybule à Leucippe come erroneamente ritenuto da taluni (era già nota trent'anni prima).
Nella Lettre de Thrasibule à Leucippe la critica alle religioni rivelate porta direttamente all'ateismo. Dio «altro non è che uno spettro ossia un fantasma della nostra immaginazione, il quale non ha alcuna realtà distinta da noi stessi ed esiste nel nostro spirito tutt'al più come gli oggetti dei nostri sogni». Ma la capacità emancipatoria di questa presunta verità, esposta con debole argomentazione erudita, era svalutata dalla convinzione che il popolo non può approfittarne convenientemente. «Lo spirito umano è naturalmente superstizioso», si lamentava Fréret: solo la ragione può guidarci nel raggiungimento del vero e può indurre gli uomini a formare le società e formulare leggi giuste. L'opera rimase allo stato manoscritto ma esercitò una notevole influenza sulla letteratura anticristiana illuministica.

## Opere
- Sur l'origine des Francs (1714)
- Examen critique des apologistes de la religion chrétienne (1766)
- Œuvres complètes. Sciences et arts, Paris, Dandré & Obré, 1796.